# Lista torpedowców Royal Australian Navy
Lista torpedowców Royal Australian Navy – obejmuje siedem torpedowców zbudowanych dla różnych kolonii australijskich jeszcze przed powstaniem Australii jako państwa w 1901.  W 1901 wszystkie okręty australijskie zostały przekazane do Commonwealth Naval Forces (CNF), która to organizacja w 1911 została przemianowana na istniejącą do dziś Royal Australian Navy.
New South Wales Naval Service posiadał dodatkowo dwa inne torpedowce („Acheron” i „Avernus”) które zostały włączone do CNF ale z powodu ich wieku i niewielkiej wartości bojowej zostały sprzedane w 1902 i nie weszły na służbę w RAN.
| Nazwa                  | Wodowany | Uwagi |
| ---------------------- | -------- | --- |
| „Childers”             | 1884     | Zbudowany dla Victorian Naval Forces                                                                                  |
| „Countess of Hopetoun” | 1891     | Zbudowany dla Victorian Naval Forces, czasami określany jako kanonierka torpedowa                                     |
| „Gordon”               | 1884     | Zbudowany dla Victorian Naval Forces, zatonął po kolizji z innym okrętem w 1914                                       |
| „Lonsdale”             | 1884     | Zbudowany dla Victorian Naval Forces, niewielki torpedowiec II kategorii, okręt bliźniaczy „Nepean”                   |
| „Midge”                | 1887     | Zbudowany dla Queensland Maritime Defence Force                                                                       |
| „Nepean”               | 1884     | Zbudowany dla Victorian Naval Forces, niewielki torpedowiec II kategorii, okręt bliźniaczy „Lonsdale”                 |
| „TB 191”               | 1887     | Niewielki torpedowiec II kategorii, zbudowany dla Tasmanii, w późniejszym czasie zakupiony przez Australię Południową |